# 2368 Beltrovata
2368 Beltrovata è un asteroide near-Earth del diametro medio di circa 2,3 km. Scoperto nel 1977, presenta un'orbita caratterizzata da un semiasse maggiore pari a 2,1043396 UA e da un'eccentricità di 0,4139253, inclinata di 5,23684° rispetto all'eclittica.